# 由布市
由布市（日语：／ Yufu shi */?）是位於日本大分縣中央的一個城市，屬於大分市的衛星城鎮，以由布院溫泉聞名。
轄區內的湯布院町塚原地區現為日本最美麗的村莊聯盟成員之一。

## 人口
| 由布市人口分布圖 |                                               |  |
| 由布市與日本全國年齡別人口分布比較圖 （2005年資料） | 由布市的年齡、男女別人口分布圖 （2005年資料） |  |
| ■紫色是由布市 ■綠色是全国 | ■藍色是男性 ■紅色是女性                       |  |
| 由布市人口變化 \| 1970年 \| 33,804人 \| \| \| 1975年 \| 32,994人 \| \| \| 1980年 \| 34,708人 \| \| \| 1985年 \| 35,945人 \| \| \| 1990年 \| 35,119人 \| \| \| 1995年 \| 34,773人 \| \| \| 2000年 \| 35,248人 \| \| \| 2005年 \| 35,386人 \| \| \| 2010年 \| 34,702人 \| \| \| 2015年 \| 34,262人 \| \| \| 2020年 \| 32,772人 \| \| |                                               |  |
| 資料來源：日本總務省統計中心提供之人口普查數據 |                                               |  |
| 1970年 | 33,804人                                      |  |
| 1975年 | 32,994人                                      |  |
| 1980年 | 34,708人                                      |  |
| 1985年 | 35,945人                                      |  |
| 1990年 | 35,119人                                      |  |
| 1995年 | 34,773人                                      |  |
| 2000年 | 35,248人                                      |  |
| 2005年 | 35,386人                                      |  |
| 2010年 | 34,702人                                      |  |
| 2015年 | 34,262人                                      |  |
| 2020年 | 32,772人                                      |  |

## 歷史

### 年表
- 1889年4月1日：實施町村制，現在的轄區在當時分屬：
  - 大分郡阿南村、東庄內村、西庄內村、南庄內村、挾間村、谷村、由布川村、石城川村。
  - 速見郡湯平村（日语：湯平村）、北由布村・南由布村。
  - 直入郡阿蘇野村。
- 1899年3月7日：湯平村改隸屬大分郡。
- 1936年4月1日：北由布村和南由布村合併為由布院村。
- 1948年1月1日：由布院村改制為由布院町（日语：由布院町）。
- 1950年1月1日：由布院町改隸屬大分郡。
- 1954年10月1日：挾間村、谷村、由布川村、石城川村合併為挾間村。
- 1954年11月1日：阿南村、東庄內村、西庄內村、南庄內村、阿蘇野村合併為庄內村。
- 1955年2月1日：由布院町和湯平村合併為湯布院町。
- 1955年4月1日：
  - 庄內村改制為庄內町（日语：庄内町 (大分県)）。
  - 挾間村改制為挾間町（日语：挾間町）。
- 2005年10月1日：挾間町、庄內町、湯布院町合併為由布市。

| 1889年以前 | 1889年4月1日    | 1889年 - 1926年           | 1926年 - 1944年             | 1945年 - 1954年             | 1945年 - 1954年             | 1955年 - 1988年       | 1988年 - 現在        | 現在                 |
| ---------- | --------------- | ------------------------- | --------------------------- | --------------------------- | --------------------------- | --------------------- | -------------------- | -------------------- |
|            | 大分郡 挾間村   | 大分郡 挾間村             | 大分郡 挾間村               | 大分郡 挾間村               | 1954年10月1日 挾間村        | 1955年4月1日 挾間町   | 2005年10月1日 由布市 | 2005年10月1日 由布市 |
|            | 大分郡 石城川村 |                           |                             |                             | 1954年10月1日 挾間村        | 1955年4月1日 挾間町   | 2005年10月1日 由布市 | 2005年10月1日 由布市 |
|            | 大分郡 由布川村 |                           |                             |                             | 1954年10月1日 挾間村        | 1955年4月1日 挾間町   | 2005年10月1日 由布市 | 2005年10月1日 由布市 |
|            | 大分郡 谷村     |                           |                             |                             | 1954年10月1日 挾間村        | 1955年4月1日 挾間町   | 2005年10月1日 由布市 | 2005年10月1日 由布市 |
|            | 大分郡 阿南村   | 大分郡 阿南村             | 大分郡 阿南村               | 大分郡 阿南村               | 1954年11月1日 庄內村        | 1955年4月1日 庄內町   | 2005年10月1日 由布市 | 2005年10月1日 由布市 |
|            | 大分郡 東庄內村 |                           |                             |                             | 1954年11月1日 庄內村        | 1955年4月1日 庄內町   | 2005年10月1日 由布市 | 2005年10月1日 由布市 |
|            | 大分郡 西庄內村 |                           |                             |                             | 1954年11月1日 庄內村        | 1955年4月1日 庄內町   | 2005年10月1日 由布市 | 2005年10月1日 由布市 |
|            | 大分郡 南庄內村 |                           |                             |                             | 1954年11月1日 庄內村        | 1955年4月1日 庄內町   | 2005年10月1日 由布市 | 2005年10月1日 由布市 |
|            | 直入郡 阿蘇野村 | 直入郡 阿蘇野村           | 直入郡 阿蘇野村             | 1950年1月1日 大分郡阿蘇野村 | 1954年11月1日 庄內村        | 1955年4月1日 庄內町   | 2005年10月1日 由布市 | 2005年10月1日 由布市 |
|            | 速見郡 湯平村   | 1899年3月7日 大分郡湯平村 | 1899年3月7日 大分郡湯平村   | 1899年3月7日 大分郡湯平村   | 1899年3月7日 大分郡湯平村   | 1955年2月1日 湯布院町 | 2005年10月1日 由布市 | 2005年10月1日 由布市 |
|            | 速見郡 北由布村 | 速見郡 北由布村           | 1936年4月1日 速見郡由布院村 | 1948年1月1日 速見郡由布院町 | 1950年1月1日 大分郡由布院町 | 1955年2月1日 湯布院町 | 2005年10月1日 由布市 | 2005年10月1日 由布市 |
|            | 速見郡 南由布村 |                           | 1936年4月1日 速見郡由布院村 | 1948年1月1日 速見郡由布院町 | 1950年1月1日 大分郡由布院町 | 1955年2月1日 湯布院町 | 2005年10月1日 由布市 | 2005年10月1日 由布市 |

## 交通

### 鐵路
- 九州旅客鐵道
  - 久大本線：由布院車站 - 南由布車站 - 湯平車站 - 庄內車站 - 天神山車站 - 小野屋車站 - 鬼瀨車站 - 向之原車站

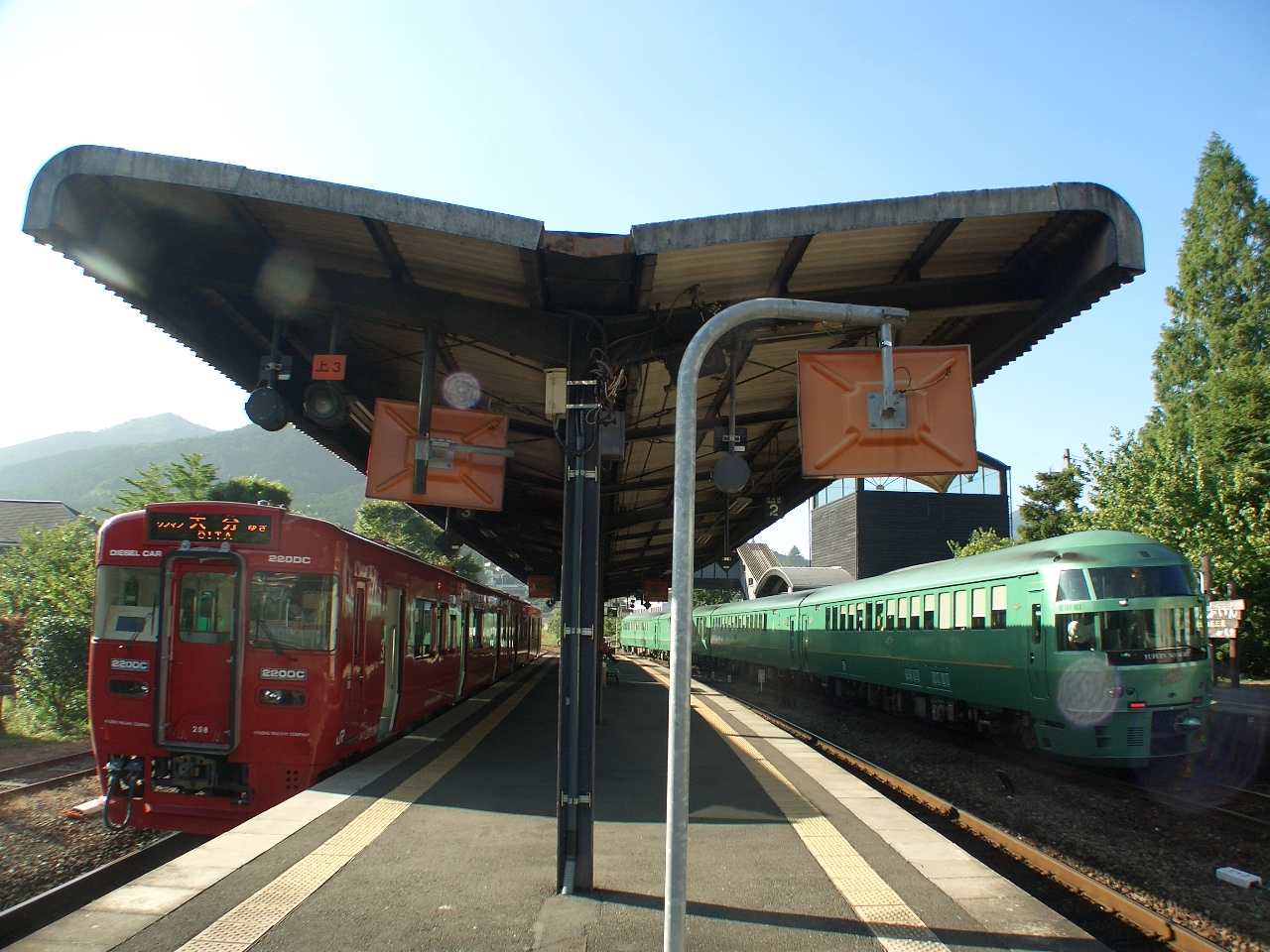
由布院車站
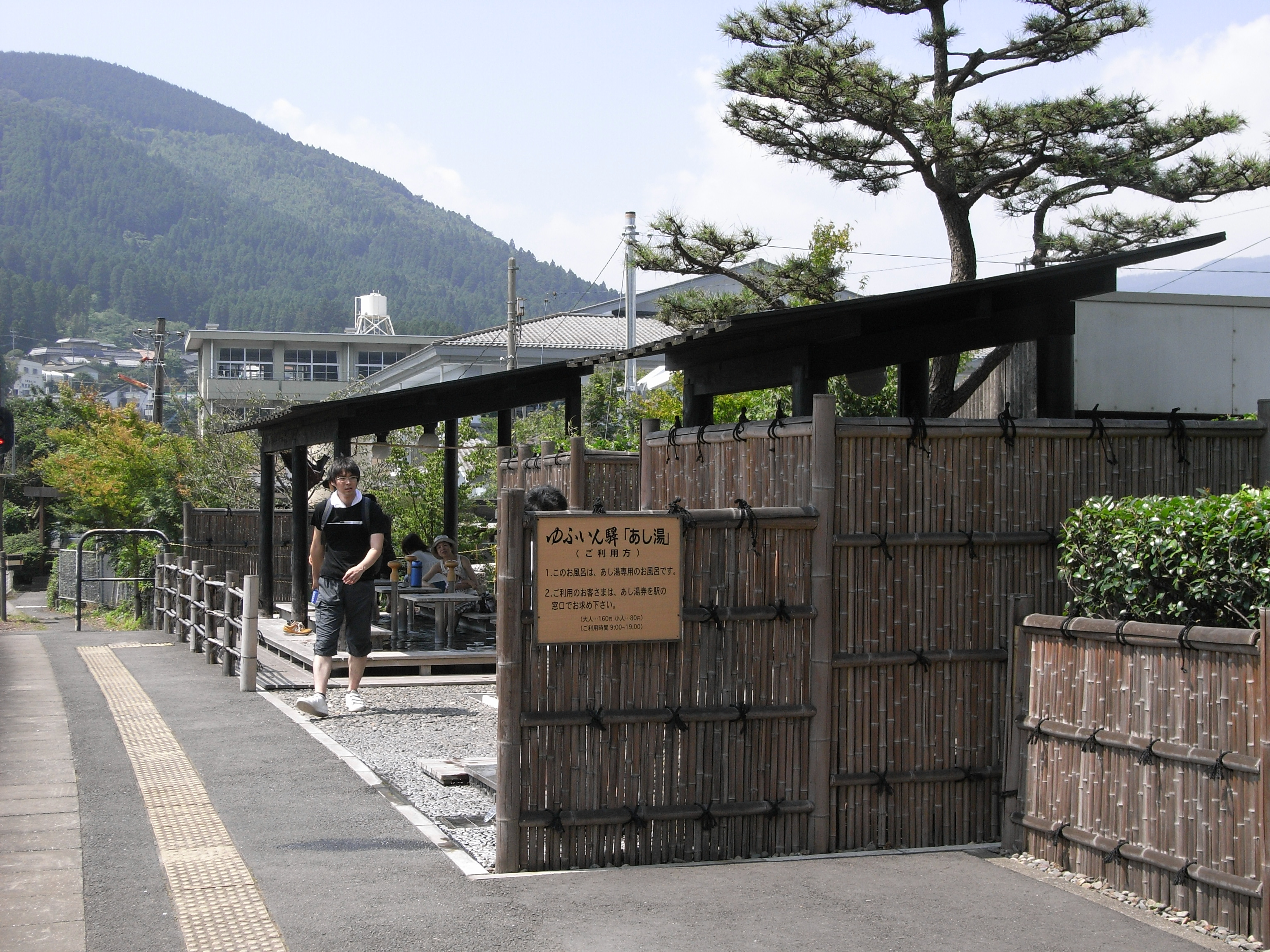
由布院車站內的足湯設施
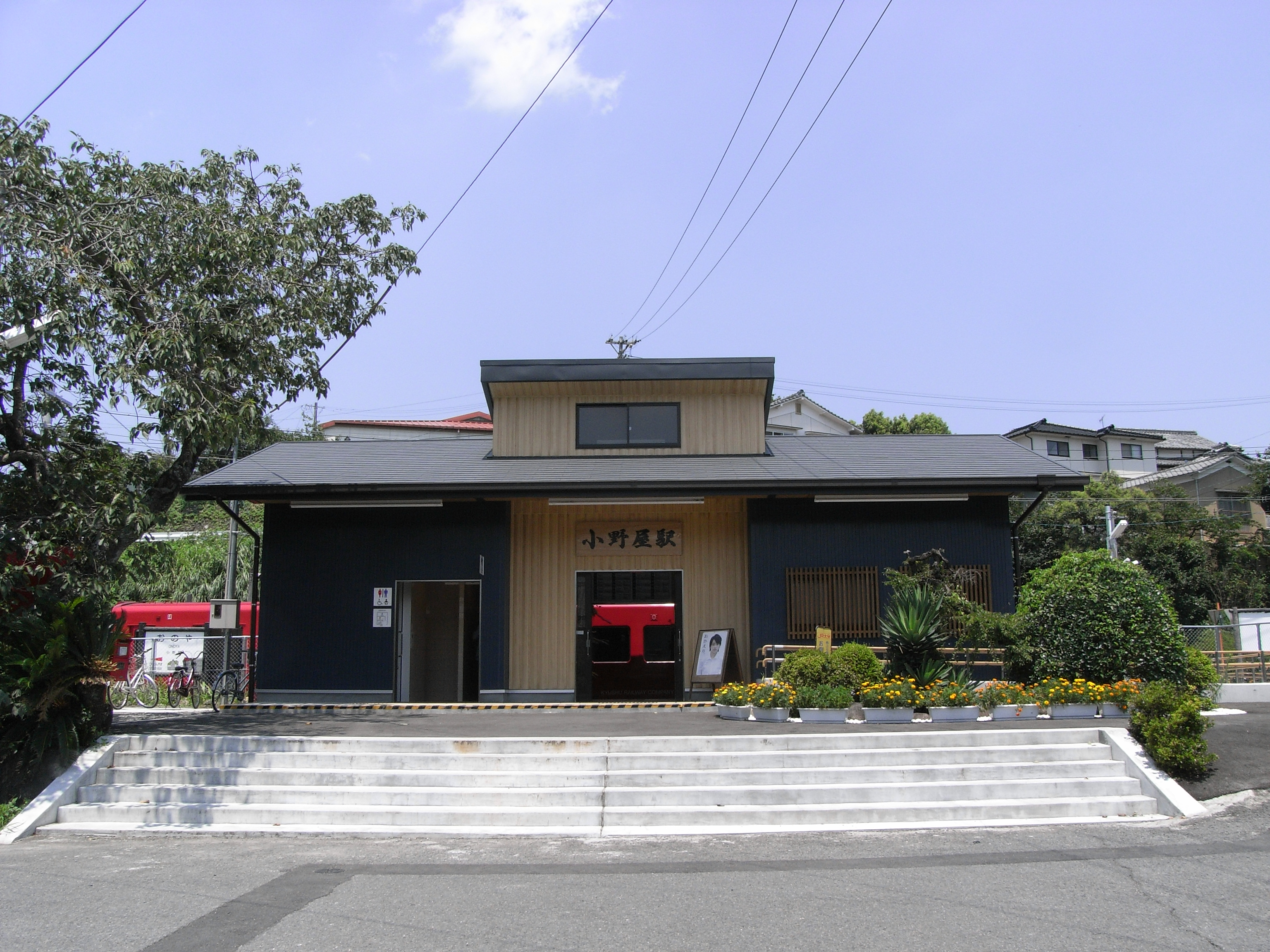
小野屋車站
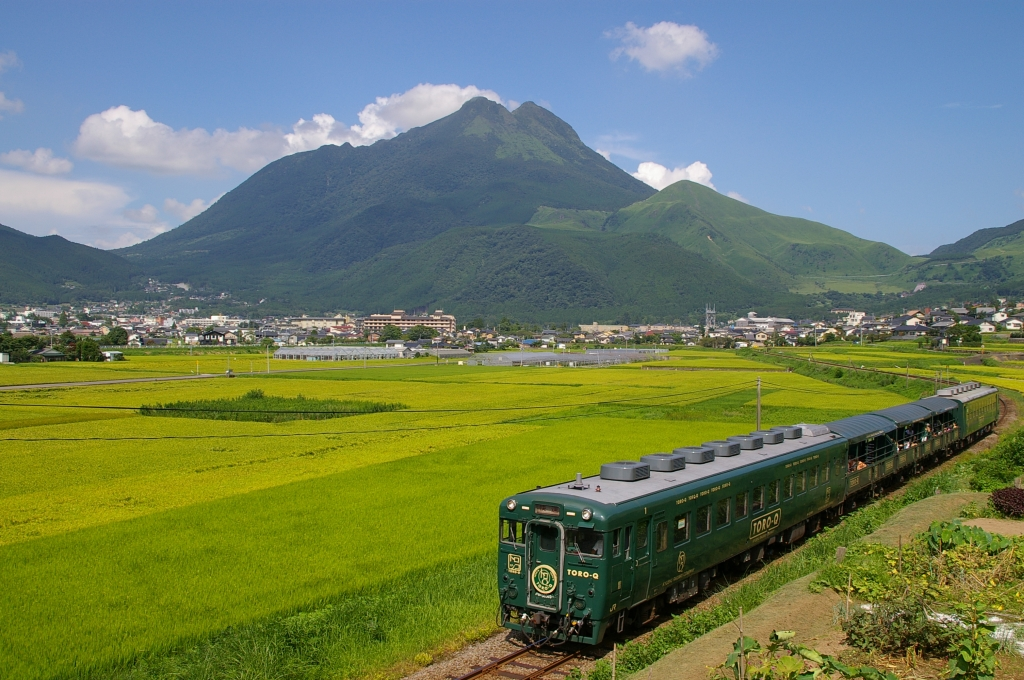
久大本線位於由布院車站和南由布車站間的鐵路

### 道路
高速道路
- 大分自動車道：（九重町） - 湯布院交流道（日语：湯布院インターチェンジ） - 由布岳休息區（日语：由布岳パーキングエリア） - （別府市）

## 觀光資源
溫泉
- 由布院溫泉
- 湯平溫泉
- 塚原溫泉
- 小野屋溫泉
- 挾間八湯

景點
- 九州汽車歷史館
- 由布院二輪車博物館
- 由布川峽谷

祭典、活動
- 湯布院音樂祭：7月
- 湯布院電影祭：8月
- 由布市挾間花火大会：8月

## 教育
大學
- 大分大學挾間校區（醫學部）
- 別府大學大分校區（短期大學部）

高等學校
- 大分縣立由布高等學校（日语：大分県立由布高等学校）

## 外部連結
- （日語） 庄內町商工會 （页面存档备份，存于）
- （日語） 湯布院町商工會 （页面存档备份，存于）